# Caladenia
Caladenia é um género botânico de plantas geófitas pertencente à família das orquídeas, Orchidaceae, formado por cerca de 265 espécies terrestres, e 19 híbridos naturais, algumas com flores muito vistosas, porém comparativamente pequenas. São, quase na totalidade, originárias da Austrália, poucas espécies em ilhas próximas. Caladenia é um dos gêneros classificados na tribo Caladeniinae, entre os quais se diferencia por ser o único gênero cujas espécies apresentam todas as seguintes características: folhas alongadas recobertas por pilosidades, labelo com calos alinhados pelo menos até a metade do disco, tubérculos apenas parcialmente recobertos por uma túnica fibrosa e flores que não reagem às condições climáticas. Uma vez retiradas de seu habitat natural, são plantas de difícil cultivo devido às dificuldades na reprodução das condições climáticas de seu ecossistema original.  Boa parte das espécies é morfologicamente difícil de separar. Muitas apresentam grandes variações fitogeográficas de cores e forma, tornando-as muito parecidas com as espécies mais próximas, situação agravada pelos numerosos híbridos naturais, ainda mais variáveis. Alguns especialistas propõe a divisão de Caladenia em seis gêneros menores. Neste artigo adotamos o conceito mais amplo de Caladenia apoiado pela maioria dos autores.

## Taxonomia e nomenclatura

### Etimologia
Do grego calos (lindo) e aden (glândula), em referência ao labelo colorido e aos calos brilhantes que adornam a base da coluna de muitas das espécies deste gênero. Comercialmente, é comum a utilização da abreviatura Calda. para designar este gênero.

### Publicação e sinônimos

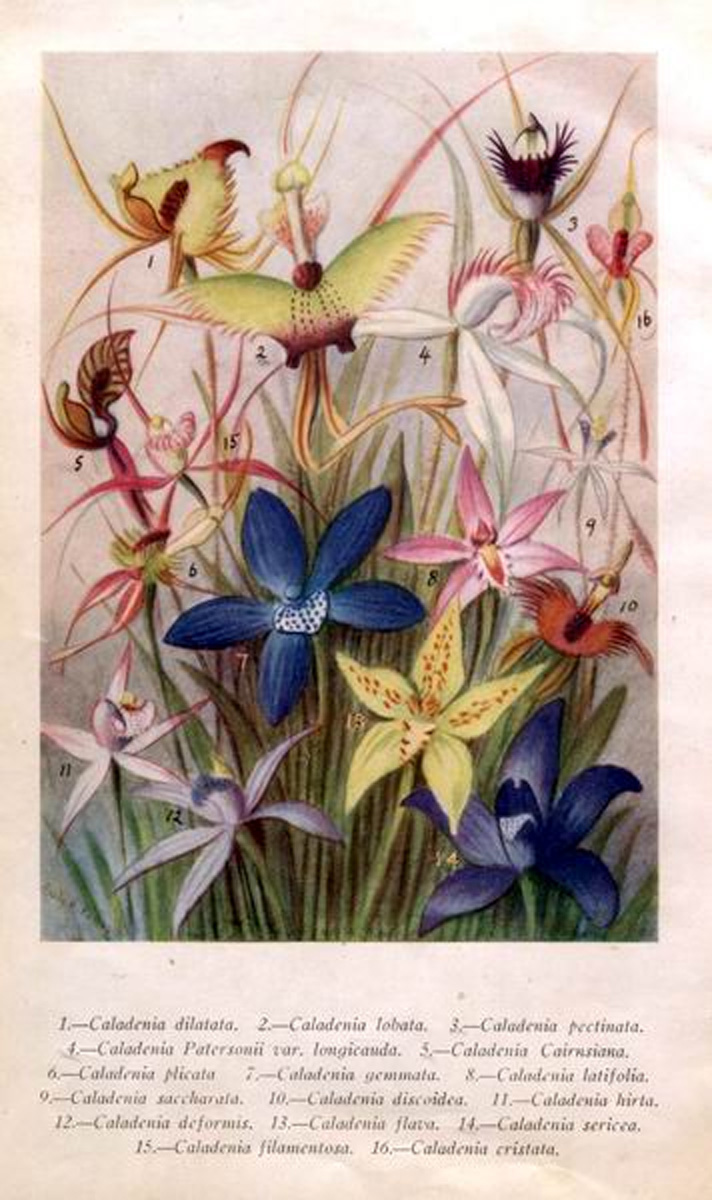
West Australia Orchids de Emily Pelloe: Ilustração que mostra a diversidade e das espécies de Caladenia.

- Caladenia R.Br., Prodr. Fl. Nov. Holl.: 323 (1810).

Espécie-tipo:
- Caladenia carnea R.Br., Prodr. Fl. Nov. Holl.: 324 (1810),[3]  não Caladenia catenata (Sm.) Druce (1917), conforme Nicolas Hallé;[4] nem Caladenia flava R.Br. (1810), lectótipo supostamente designado por Pfitzer.[5]

Sinônimos heterotípicos:
- Petalochilus R.S.Rogers, J. Bot. 62: 65 (1924).
- Arachnorchis D.L.Jones & M.A.Clem., Orchadian 13: 392 (2001).
- Calonema (Lindl.) Szlach., Polish Bot. J. 46: 15 (2001), nom. illeg.
- Calonemorchis Szlach., Polish Bot. J. 46: 137 (2001).
- Drakonorchis (Hopper & A.P.Br.) D.L.Jones & M.A.Clem., Orchadian 13: 403 (2001).
- Jonesiopsis Szlach., Polish Bot. J. 46: 14 (2001).
- Phlebochilus (Benth.) Szlach., Polish Bot. J. 46: 14 (2001).
- Stegostyla D.L.Jones & M.A.Clem., Orchadian 13: 411 (2001).
- Caladeniastrum (Szlach.) Szlach., Ann. Bot. Fenn. 40: 144 (2003).

### Histórico
O gênero Caladenia foi proposto por Robert Brown em 1810, com base em espécies que encontrou na maioria dos estados australianos nas viagens que fez como membro da expedição do explorador Matthew Flinders que circum-navegou o país na tentativa de o cartografar. Ali Brown passou mais de três anos trabalhando em suas pesquisas botânicas.
Durante o século XIX, poucas espécies de Caladenia foram descritas. Botânicos como Lindley, Reichenbach e Schlechter, responsáveis por milhares de descrições de orquídeas não tiveram acesso à maioria das espécies de orquídeas australianas, nesta época Fitzgerald é que descreveu algumas espécies. Durante a maior parte do século XX apenas mais algumas espécies foram descritas, Quase todas por botânicos australianos, particularmente dezessete espécies por Rogers, catorze por Nicholls, cinco por Rupp e sete por George. Somente por volta de 1990, as espécies deste gênero chamaram a atenção, primeiro de Carr que descreveu 22 espécies, depois de Clements e Jones e, mais recentemente, da dupla Hopper e Brown. Os quatro últimos descreveram talvez mais de três quartos das espécies. além de serem responsáveis por amplas revisões e esclarecimentos a respeito das espécies descritas anteriormente.
Em 2001, Clements e Jones, baseando-se tanto em estudos moleculares como na morfologia das plantas, propuseram a divisão de Caladenia em gêneros menores, tornando mais fácil a identificação das espécies, a serem divididas em gêneros mais homogêneos, mantendo em Caladenia apenas seis espécies. Nesta publicação, de acordo com as normas de publicações botânicas, determinaram as espécies-tipo de cada um dos gêneros propostos, no entanto, mudaram algumas das espécies-tipo anteriormente determinadas alegando detalhes e sutilezas das determinações originais, tais como a ausência da palavra tipo. Tão logo seu trabalho foi distribuído, o botânico polonês Szlachetko publicou uma nova revisão alegando que os autores do primeiro trabalho não seguiram as regras, que sua interpretação era equivocada, e mudou novamente os nomes de grande parte dos gêneros recém publicados. Logo Clements e Jones revisaram novamente os gêneros criando ainda mais nomes, alguns deles supérfluos uma vez que Szlachetko já publicara nomes baseados naqueles tipos. O maior problema na aceitação de sua divisão em diversos gêneros consiste nessa disputa pela correta tipificação de cada um desses gêneros, mesmo do próprio gênero Caladenia, e subsequentes decisões sobre a prioridade dos nomes e das publicações. As pequenas diferenças entre as revisões resultaram na discussão sobre a prioridade e validade de cada um dos novos gêneros propostos. Enquanto mais análises moleculares são necessárias para clarificar o posicionamento de cada espécie nos clados de Caladenia, a tentativa de consenso sobre o sistema de classificação a ser adotado ainda prossegue.
Os herbários, entre outras instituições, normalmente são bastante conservadores ao adotar mudanças de nomes logo depois que estas são propostas, na esperança de mais testes sejam analisados e que a comunidade científica chegue primeiro a um consenso sobre sua aceitação ou não, de modo a evitar o duplo trabalho de mudar e depois voltar aos nomes anteriores. Como o caso das mudanças propostas para o gênero Caladenia tanto por D.L.Jones & M.A.Clem. como por Szlachetko, suscitou um debate ainda não resolvido sobre possíveis irregularidades no atendimento das regras do código internacional de nomenclatura botânica, o Council of Heads of Australasian Herbaria (CHAH), tomou a decisão de, por hora, não adotar as propostas de divisão de Caladenia. Naturalmente os nomes alternativos, desde que em acordo com as regras, continuarão disponíveis para utilização pois o fato de um herbário o banco de dados não os adotar não implica que sejam incorretos ou não embasados cientificamente.
As revisões taxonômicas do início dos anos 2000, aumentaram grandemente o número de espécies aceitas, tanto por meio da elevação de subespécies à categoria de espécies, como por melhor entendimento dos limites de cada espécie, de modo que o que se pensavam ser variações não descritas frequentemente tornaram-se novas espécies. Citamos como exemplo o caso do complexo então conhecido como uma única espécies bastante variável, a Caladenia filamentosa, de onde foram reconhecidas cerca de quarenta novas espécies ou variedades. Apesar de justificadas pelos autores, a elevação dessas variações ou subespécies ao âmbito de espécie dificultou a nomenclatura e reconhecimento de inúmeros híbridos naturais, dos quais já não se sabem a correta identidade, por exemplo, a Caladenia × ericksonea tornou-se um hibrido natural tanto entre Caladenia doutchiae e Caladenia filamentosa como entre a Caladenia cairnsiana e a variedade vermelha da Caladenia filamentosa vermelha.

## Filogenia
Caladenia é o tipo nomenclatural da subtribo Caladeniinae. Não há consenso sobre quais os gêneros que devem ser classificados nesta subtribo. Alguns autores preferem incluir mais gêneros, enquanto outros propõe mais subtribos para classificar alguns desses gêneros. Por exemplo Jones e Clements, classificam Eriochilus e Adenochilus em suas própria subtribos. A tendência parece ser a de manter um conceito mais amplo de Caladeniinae, incluindo os gêneros citados.  Como Caladênia é o gênero-tipo desta subtribo, certamente a classificação de Caladenia não é duvidosa. Entre os gêneros de Caladeniinae, o gênero mais proximamente relacionado a Caladenia é Cyanicula.

## Descrição

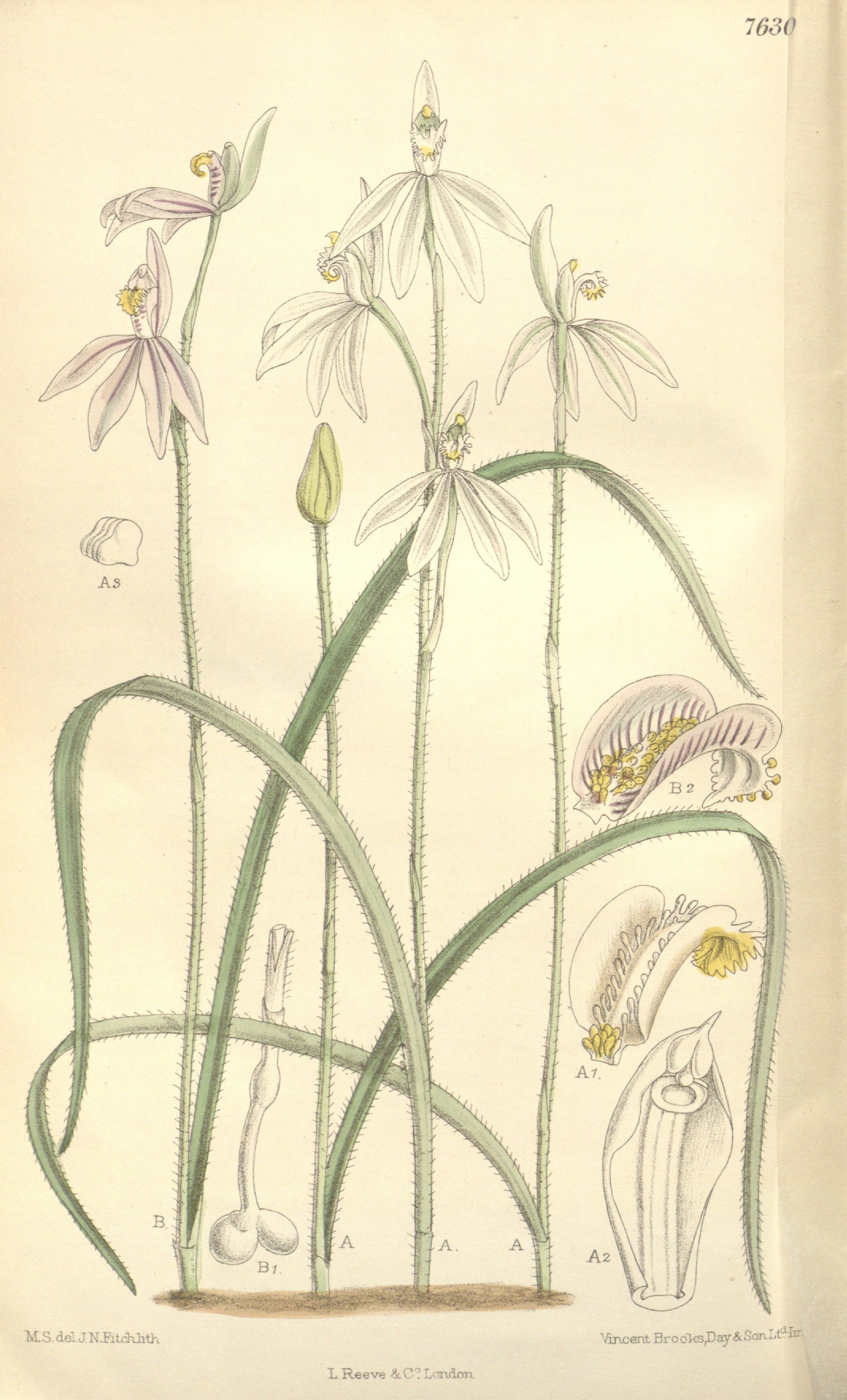
A Caladenia carnea foi uma das primeiras espécies a serem descritas, em 1810. Nesta ilustração, publicada pelo Curtis Botanical Magazine em 1898, podemos observar diversas características do gênero: sua única folha por planta, o par de tubérculos subterrâneos, a pubescência das folhas e inflorescências, e também algumas particularidades do subgênero Caladenia, como suas folhas muito longas e estreitas e os detalhes florais.

São orquídeas terrestres de tamanho médio a pequeno, de sistema subterrâneo quase sempre composto por raízes ausentes ou, se presentes filamentosas, e um par de tubérculos globosos, carnosos encapado por diversas camadas de túnicas persistentes fibrosas, túberculos de resposição formam-se no ápice de brotos curtos; e sistema aéreo anual formado por caule, folha, e inflorescência, recobertos por tricomas de células basais intumescidas.
A planta é composta por um caule ereto tricomatoso não ramificado de base parcialmente recoberta por diversas camadas de túnica fibrosa persistente, que brota por meio de crescimento simpodial a partir do tubérculo, com uma única folha pubescente basal, de alongada a oblonga com margens inteiras, subcoriáceas. A inflorescência, rija, fina e pubescente, racemosa, no escapo apenas uma bráctea estéril, com uma a oito flores delicadas e perfumadas com brácteas foliáceas. As flores ressupinam, têm perianto alongado, ondulado, variadamente glandular, e são de cores pálicas ou vistosas. Em alguns outros gêneros da tribo Caladeniinae, as flores podem abrir ou fechar conforme a temperatura e umidade ambientes, mas as de Caladenia não reagem às condições climáticas, permanecendo sempre abertas.
Os segmentos florais são livres, exceto por poucos casos em que as sépalas laterais são parcialmente fundidas na base. Na maioria das espécies as sépalas e pétalas ficam bem explanadas, e terminam em longas caudas ou, mais raramente, são curtos ou truncados. A sépala dorsal apresenta graus variáveis de curvatura sobre a coluna, ocasionalmente é explanada e pode se semelhante ou diferente das outras sépalas. As pétalas sempre são iguais ou semelhantes às sépalas laterais. O labelo quase sempre é trilobulado, muito diferente, em tamanho e forma, dos outros segmentos, e fixa-se ao pé da coluna por meio de uma estrutura curta que, conforme a espécie, pode ser móvel ou não. Costuma ser de formato cordado A porção central do labelo é recoberta por duas ou mais carreiras de calos variadamente coloridos, glandulares, papilosos, ou tricomatosos,de formatos variados, alinhados pelo menos até a metade do disco. Os calos basais costumam ser diferentes dos demais. A coluna é delicada, apoda, curva ou ereta e tem asas translúcidas estreitas ou largas e em algumas espécies há duas proeminentes glândulas amarelas na base. A antera é terminal, com quatro cavidades, e quatro polínias.

## Polinização
As Caladenia apresentam complexa interação com os polinizadores e atuam de formas variadas. A diversidade de cores, formas e tamanhos das espécies reflete a evolução dos mecanismos de polinização e polinizadores, e mesmo a existência de algumas espécies autogâmicas ou cleistogâmicas cujas flores abrem por apenas um ou dois dias, particularmante as espécies da Nova Zelândia.
Um estudo realizado com quarenta espécies de Caladenia do oeste da Austrália demonstrou que pelo menos doze delas atraem machos de abelhas, por meio de estímulos visuais e feromônicos de modo a estabelecer uma pseudocópula. Estas abelhas parecem ser atraídas pela combinação das cores verde, creme e marrom presentes no labelo de suas flores, que mimetiza  a aparência dessas vespas, além disso sua forma e estrutura também estão ajustados ao comportamento de voo desses insetos. As glândulas osmóforas presentes nas extremidades das sépalas também são fontes de atração em algumas espécies. Cada espécie de Caladenia parece ajustada para atrair apenas uma espécie de abelha contudo existe uma substituição limitada de polinizadores em algumas espécies com maior dispersão. Outros insetos atraídos por espécies da Caladenia são moscas e besouros. Algumas espécies, em vez da atração sexual, utilizam o mecanismo de falsa recompensa alimentar. Cruzamentos ocasionais de espécies que utilizam mecanismos de atração diferentes não resultaram em isolamento genético completo.

## Cultivo
Como não existem usos conhecidos para suas espécies, as Caladenia são cultivadas exclusivamente por colecionadores e produtores de orquídeas com vistas a este mercado. A despeito de ocasionalmente serem cultivadas com sucesso por produtores e colecionadores experientes, geralmente são plantas difíceis de cultivar e, uma vez removidas de seu habitat natural, raramente sobrevivem por mais que alguns anos. Como seus tubérculos apodrecem com facilidade é necessário substrato muito bem drenado e as regas devem ser moderadas. Devem começar por volta do meio do outono, logo antes da brotação de uma nova folha, e completamente interrompida quando a folha começa a amarelar por volta do fim da primavera. O sombreamento adequado é cerca de 30%. A divisão de touceiras não é recomendada.

## Agrupamentos infragenéricos
Muito se pesquisou a genética molecular deste gênero durante a primeira década dos anos 2000 e está suficientemente estabelecido que Caladenia é formado por seis clados principais de espécies. Enquanto alguns autores consideram estes clados gêneros à parte, reduzindo Caladenia a um gênero formado por poucas espécies, seguimos aqui um conceito mais amplo tratando-os como seus subgêneros. Algumas características são compartilhadas por todos os subgêneros, tais como a descrição das folhas, caule e inflorescência, já descritos acima.

### SubgêneroElevatae

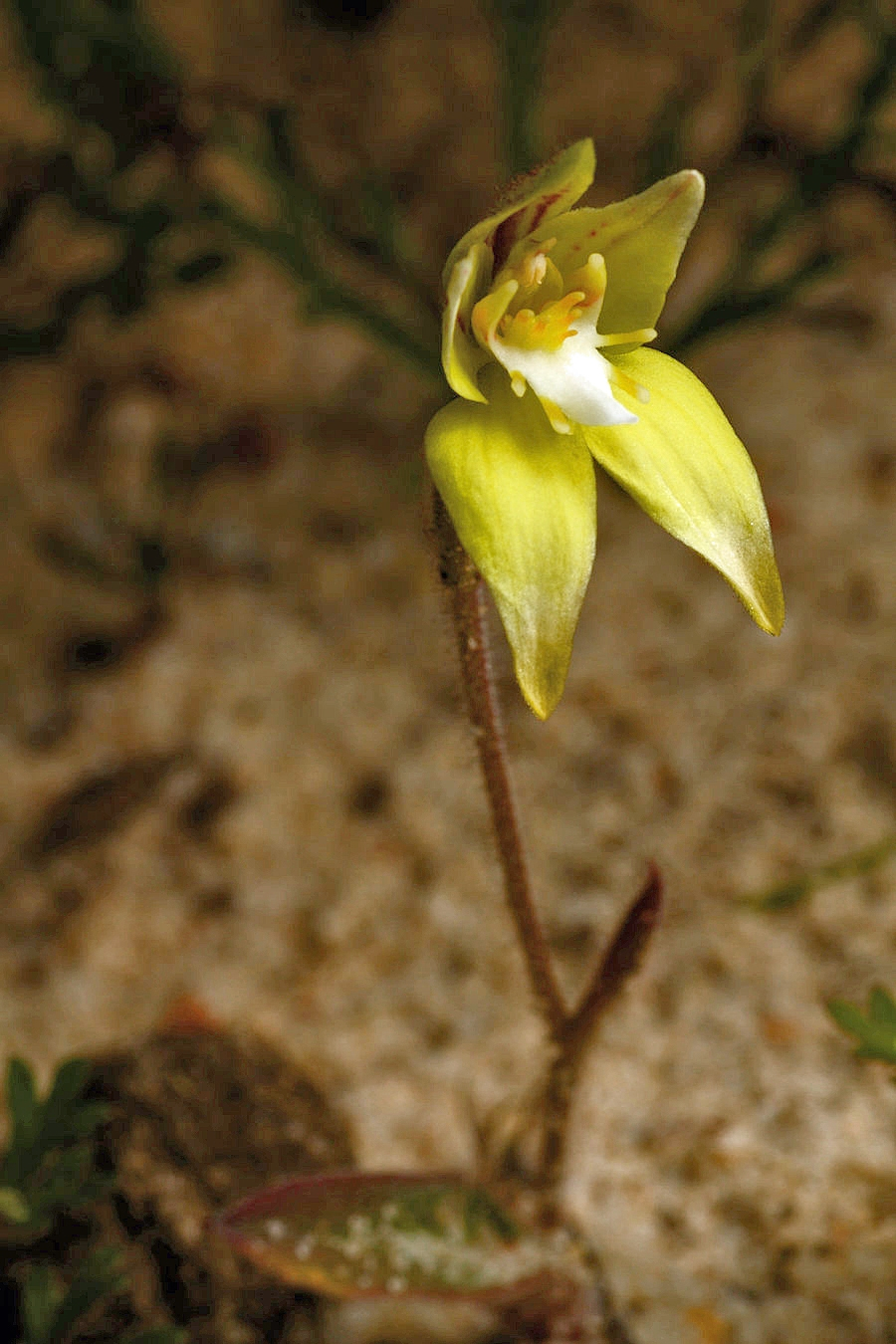
A Caladenia flava pertence ao subgênero Elevatae, caracterizado por suas flores vistosas de labelo com margens lisas e calos estreitos no disco.

Este grupo, tratado por Jones como gênero Caladenia, com apenas cinco espécies de flores bastante variáveis, algumas divididas em diversas subespécies, todas endêmicas do sul da Austrália, onde crescem em bosques e florestas claras, caracteriza-se por plantas que formam grandes colônias. As flores são vistosas, rosadas, amarelas, creme ou brancas, de labelo trilobulado, com lobos laterais lisos ou profundamente denteados e intermediário estreito, na base com uma calosidade formada por diversos pequenos calos estreitos parcialmente fundidos. Sua floração costuma ser estimulada por incêndios florestais de verão. Fazem parte deste subgênero: Caladenia flava, C. latifolia, C. marginata, C. nana, C. reptans.

### SubgêneroDrakonorchis
Este grupo, com apenas quatro espécies, todas endêmicas do sudoeste da Austrália, onde crescem isoladas ou em pequenos grupos esparsos, em bosques e afloramentos de granito, nas areias ao redor de lagos salgados e planícies sazonalmente alagadiças, distingue-se dos outros grupos de Caladenia por suas flores de labelo que mimetiza insetos, composto por cabeça e abdome pubescentes com brilhos metálicos. Flores, de sépalas e pétalas similares, verde-pálido, com uma lista central avermelhada, e labelo pendurado de istmo carnoso que brota do pé da coluna. O labelo é móvel em uma das espécies. Cada uma das espécies é polinizada apenas pelo macho de uma espécie de vespa em particular. Fazem parte deste subgênero: Caladenia barbarella, C. barbarossa, C. drakeoides, C. mesocera.

### SubgêneroPhlebochilus

A Caladenia roei é um bom exemplo das flores do subgênero Phlebochilus. Pertence a um subgrupo de flores com segmentos curtos e labelo com grandes calos aglomerados.

Este grupo, tratado por Jones como gênero Jonesiopsis, com cerca de cinquenta espécies, na maioria endêmicas da Austrália, ou em áreas variadas do sudoeste do país até Vitória, Queensland, New South Wales e Tasmânia onde crescem isoladas, em grupos pequenos, ou grandes colônias, em bosques, áreas reflorestadas, ou de vegetação arbustiva e afloramentos de granito, em áreas de solo bem drenado mas ocasionalmente nas areias ao redor de lagos salgados e planícies sazonalmente alagadiças, distingue-se dos outros grupos de Caladenia por suas flores de sépalas e pétalas externamente pubescentes, muito estreitas, caudadas, e bem esparramadas que vagamente lembram uma teia de aranha, a despeito da algumas espécies que as tem mais largas e curtas. Para efeito de identificação podem ser divididas em seis alliances cujos nomes são os utilizados na Austrália:
Alliance Wispy Spider (aranha franzina)É composta por 31 espécies de sépalas e pétalas longas e filamentosas e calos prostrados em forma de bigorna: Caladenia caesarea, C. capillata, C. chapmanii, C. denticulata, C. dimidia, C. dundasiae, C. elegans, C. erythrochila, C. exilis, C. filamentosa, C. filifera, C. flaccida, C. footeana, C. fuscolutescens, C. hiemalis, C. horistes, C. incensa, C. luteola, C. meridionalis, C. microchila, C. nobilis, C. occidentalis, C. paradoxa, C. pendens, C. petrensis, C. polychroma, C. postea, C. pulchra, C. remota, C. sanguinea, C. saxicola, C. ultima, C. vulgata.
Alliance Coastal Spider (aranha costeira)É composta por 6 espécies de sépalas e pétalas filamentosas agudas, porém mais curtas que as anteriores, e calos prostrados em forma de bigorna: Caladenia abbreviata, C. bicalliata, C. dorrienii, C. evanescens, C. melanema, C. xantha.
Alliance Drooping Spider (aranha pendente)É composta por 2 espécies com sépalas e pétalas longas e agudas, clavadas ou não, e labelo cordado largo com calos eretos clavados: Caladenia radialis, C. wanosa.
Alliance Lazy Spider (aranha preguiçosa)É composta por apenas uma espécie bastante diferente das outras deste grupo pois suas pétalas e sépalas curvam-se para cima em vez de penderem, são longas e agudas, com papilas clavadas; seu labelo fica preso no pé da coluna por meio de longo istmo, tem formato losangular e margens inteiras com muitos calos aglomerados, eretos clavados: Caladenia multiclavia.
Alliance Sigmoid Spider (aranha sigmoide)É composta por apenas uma espécie de pétalas e sépalas comparativamente curtas e agudas, espessamente clavadas; labelo de ápice clavado, de margens pouco denteadas e calos calos prostrados, em forma de bigorna: Caladenia sigmoidea.
Alliance Clown and Zebra (palhaço e zebra)É composta por oito espécies de pétalas e sépalas curtas, truncadas ou agudas, frequentemente clavadas; labelo de margens inteiras de calos calos eretos, aglomerados e clavados: Caladenia brevisura, C. cairnsiana, C. cristata, C. doutchiae, C. incrassata, C. pachychila, C. roei, C. voigtii.

### SubgêneroCaladenia

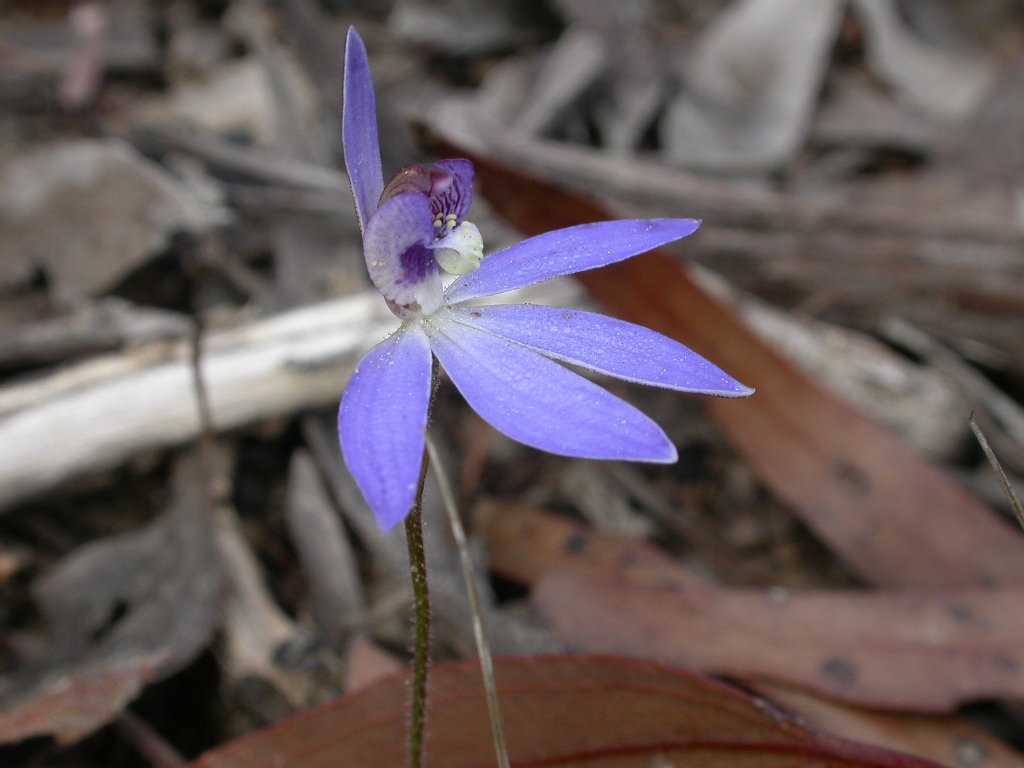
Caladenia fuscata crescendo em Black Mountain, perto de Canberra. Faz parte do subgênero Caladenia, que tem calos com grande ápice globular e a disposição dos segmentos florais similar à dos dedos da mão.

Este subgênero, tratado por Jones como gênero Petalochilus com cerca de 40 espécies, na maioria endêmicas do sul da Austrália, mas também na Nova Zelândia, Nova Caledônia e Indonésia, onde crescem isoladas, em grupos pequenos, ocasionalmente em touceiras, em charnecas, florestas de eucaliptos, e bosques, distingue-se dos outros grupos de Caladenia pelos calos do labelo de suas flores que apresentam calos com ápices grandes e globulares, os basais maiores e de cores diferentes dos distais. Têm folhas muito estreitas e inflorescência com até cinco flores, na maioria brancas ou rosadas, pubescentes, com labelo trilobulado. Normalmente suas sépalas laterais e pétalas ficam todas dispostas para um mesmo lado como os dedos da mão. Algumas espécies são cleistogâmicas e suas flores nem chegam a abrir. São maiormente polinizadas por abelhas pequenas. A espécie-tipo deste gênero pertence a este grupo. Pertencem a este subgênero: Caladenia alata, C. atrochila, C. attenuata, C. aurantiaca, C. bartlettii, C. calyciformis, C. campbellii, C. carnea, C. catenata, C. chamaephylla, C. chlorostyla, C. cleistantha, C. coactilis, C. curtisepala, C. fuscata, C. gracillima, C. hillmanii, C. maritima, C. mentiens, C. minor, C. nothofageti, C. ornata, C. picta, C. porphyrea, C. prolata, C. pusilla, C. quadrifaria, C. saccata, C. sylvicola, C. tonellii, C. variegata, C. vulgaris, C. xantholeuca.

### SubgêneroCalonema

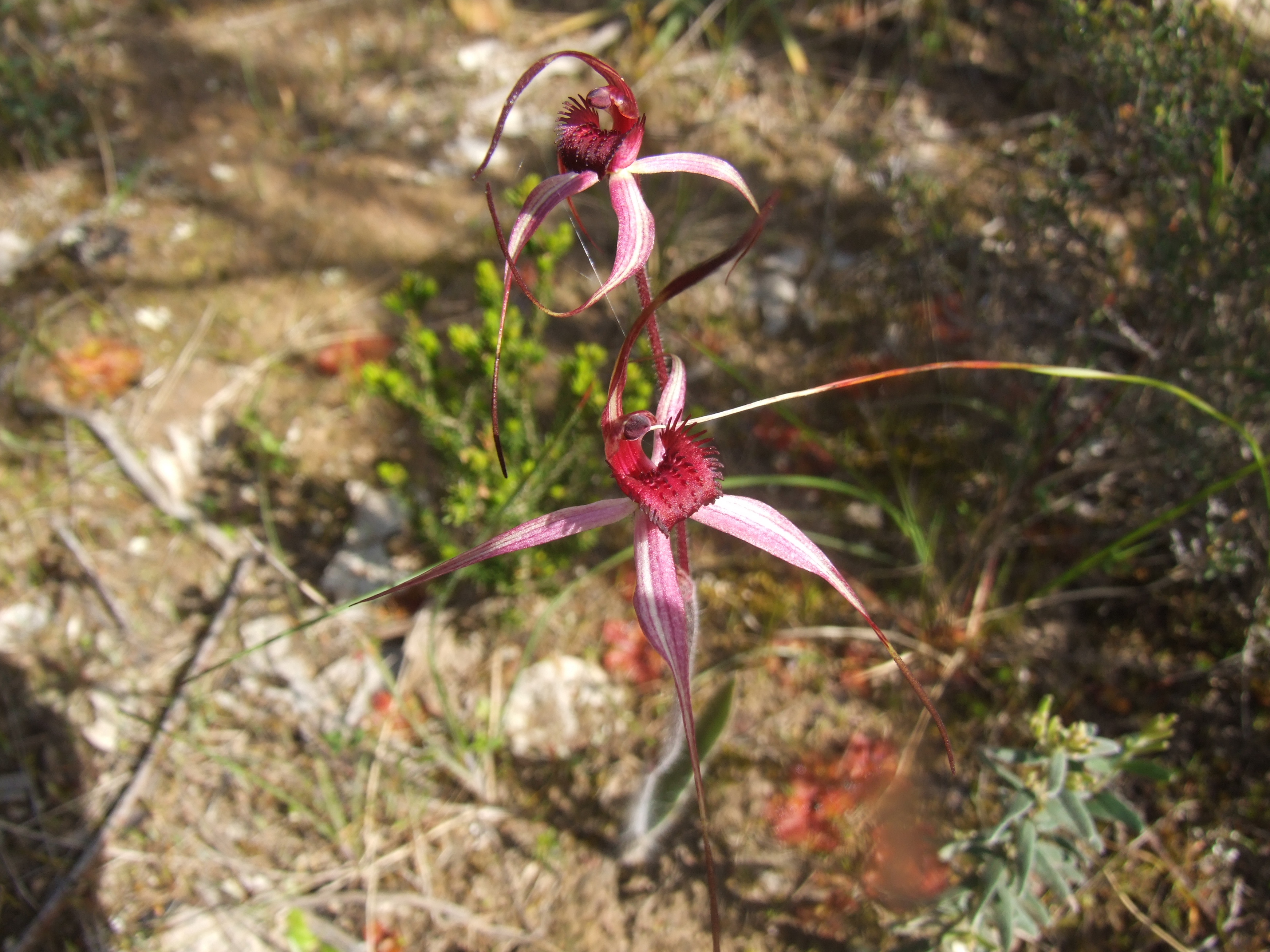
A Caladenia cruciformis pertence ao subgênero Calonema. Nesta foto podemos observar a conformação típica das flores deste subgênero bem como a folha escura e altamente pubescente que o caracteriza.

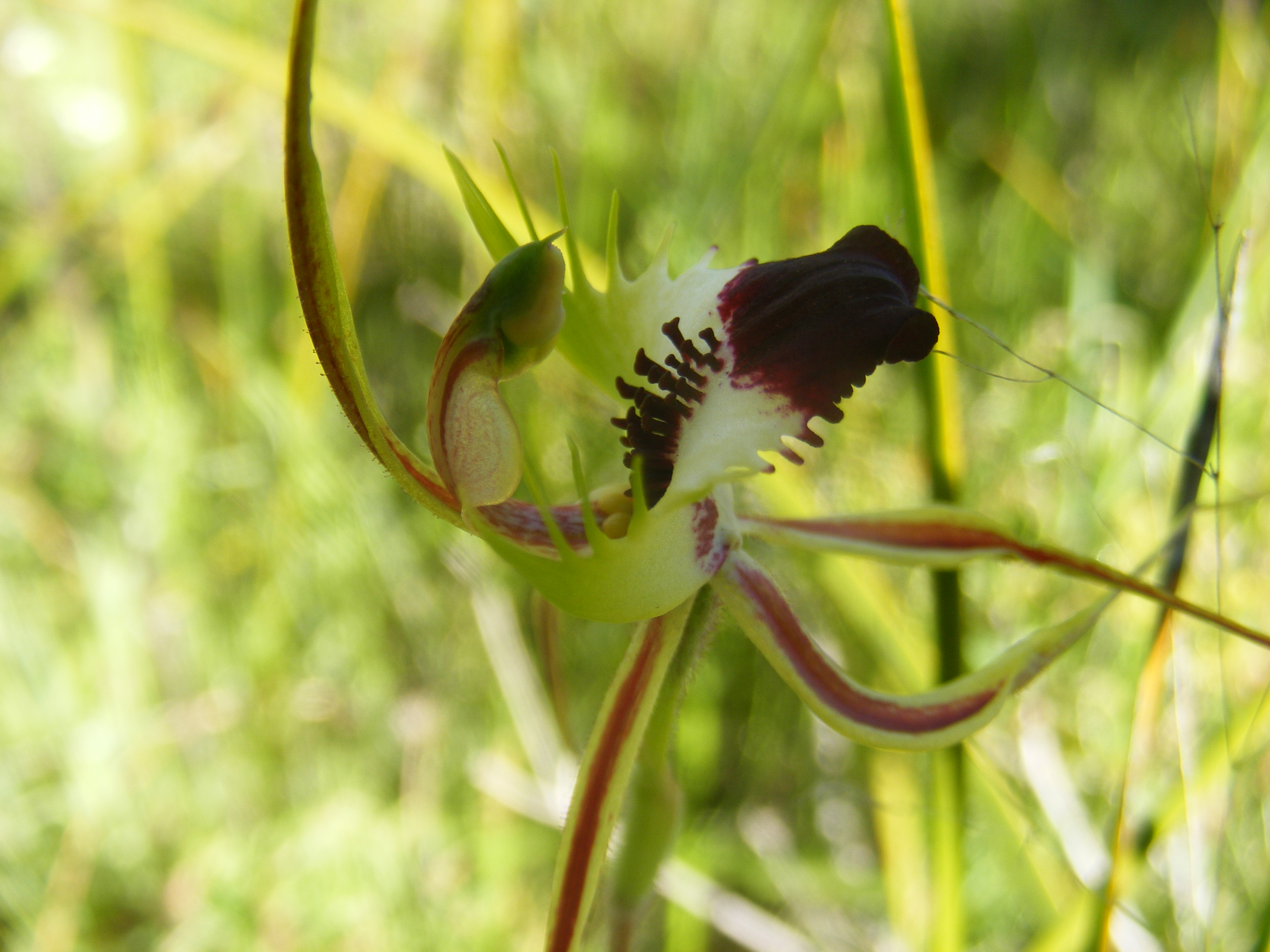
A Caladenia villosissima, espécie do subgênero Calonema que faz parte de um grupo conhecido como pente-verde em referência aos longos de estreitos dentes que existem na margem de seu labelo.

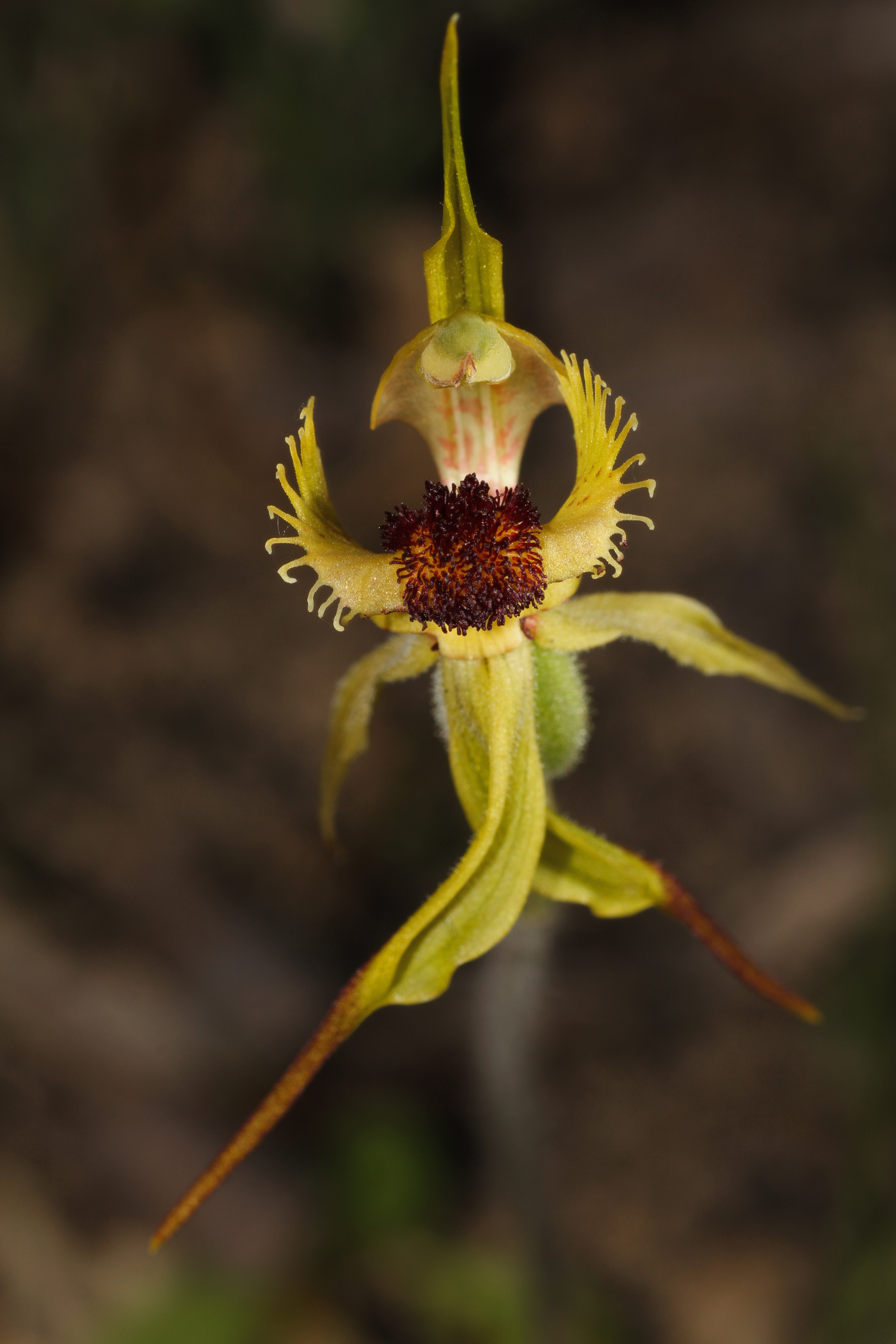
A Caladenia crebra, espécie do subgênero Calonema no grupo conhecido como clavado em referência aos dentes marginais de ápices clavados e sépalas com glândulas na extremidade.

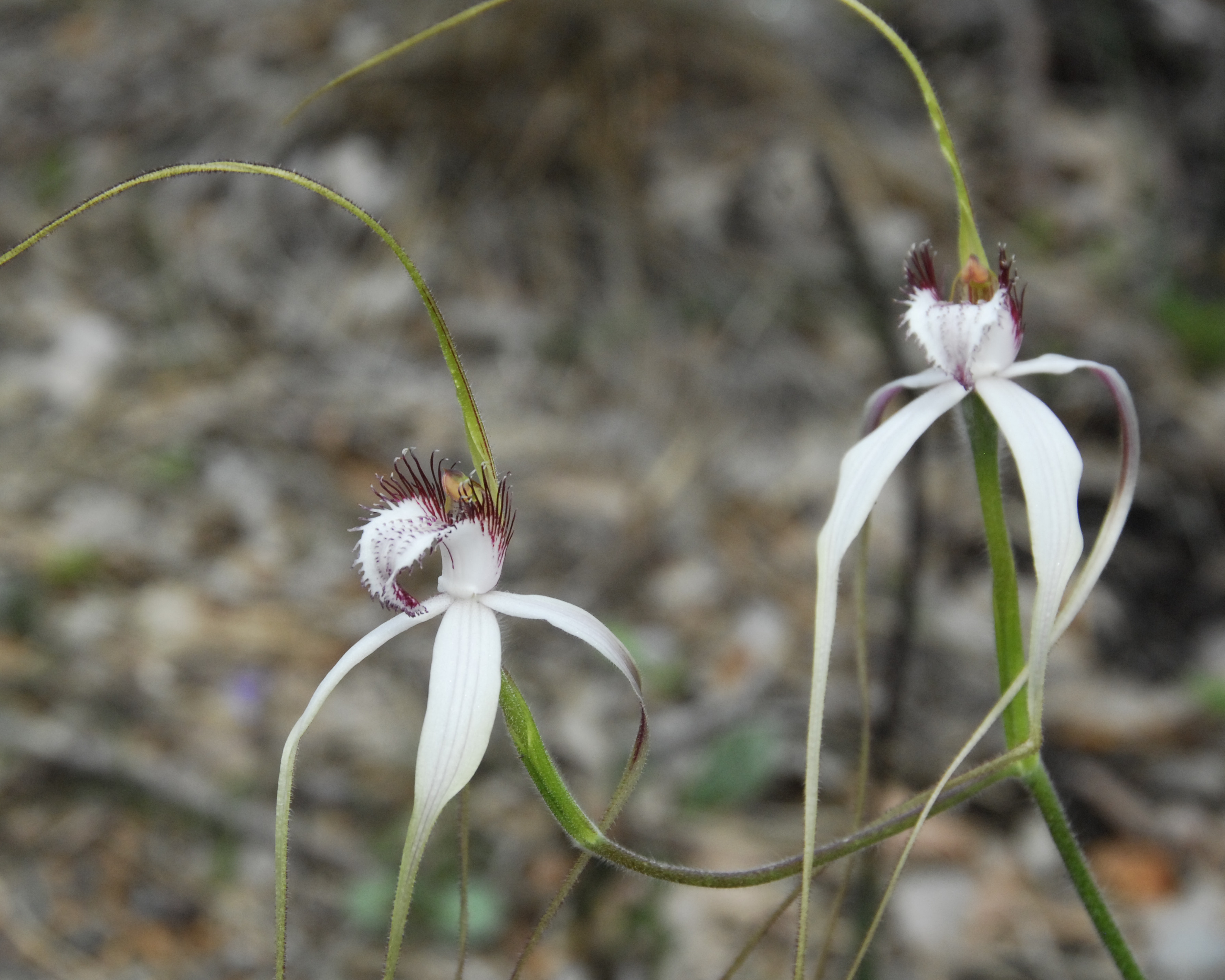
A Caladenia longicauda, também do subgênero Calonema, do grupo gigante, que tem flores claras, de pétalas e sépalas muito longas.

Este subgênero, tratado por Jones como gênero Arachnorchis com bem mais de cem espécies endêmicas da Austrália, onde crescem em grupos esparsos ou, por vezes, formam grandes colônias, em bosques, áreas reflorestadas, ou de vegetação arbustiva, charnecas, e afloramentos de granito, em áreas de solo bem drenado mas ocasionalmente em áreas sazonalmente alagadiças, distingue-se dos outros subgêneros de Caladenia por apresentar diferente tipo de pubescência nas folhas e inflorescências, por suas flores grandes de sépalas e pétalas atenuadas, longas, e células osmofóricas especializadas. Suas flores vagamente lembram uma aranha, muito estreitas, caudadas, e bem esparramadas, normalmente pendentes, com sépalas de extremidades frequentemente verrucosas. Em conjunto formam grupo bem vistoso e quando sua floração é estimulada por incêndios de verão. Normalmente cada espécie é polinizada por apenas uma espécie de abelhas. Para efeito de identificação podem ser divididas em dez alliances cujos nomes são os utilizados na Austrália, separados pelo sistema de fixação do labelo e seus dentes, existência de verrugas ou não nas extremidades das flores:
Alliance Tailed Spider (aranha caudada)É composta por 34 espécies de labelo pendurado firmemente, sépalas e pétalas longas e sem verrugas e dentes marginais do labelo curtos e espessados: Caladenia anthracina, C. arenaria, C. argocalla, C. audasii, C. behrii, C. brumalis, C. caudata, C. christineae, C. colorata, C. concolor, C. cruscula, C. dienema, C. echidnachila, C. flavovirens, C. flindersica, C. formosa, C. fragrantissima, C. fuliginosa, C. fulva, C. harringtoniae, C. helvina, C. intuta, C. lindleyana, C. magnifica, C. oenochila, C. orientalis, C. patersonii, C. pilotensis, C. rosella, C. saggicola, C. serotina, C. uliginosa, C. versicolor, C. woolcockiorum.
Alliance Giant Spider (aranha gigante): É composta por sete espécies, com diversas subespécies, de labelo pendurado firmemente, sépalas e pétalas longas e sem verrugas e dentes marginais do labelo longos, estreitos, e sem espessamentos apicais, flores creme ou brancas: C. citrina, C. excelsa, C. longicauda, C. pholcoidea, C.speciosa, C. splendens, C. venusta.
Alliance Clubbed Spider (aranha clavada)É composta por cerca de quarenta espécies, com diversas subespécies, de labelo pendurado firmemente, sépalas e pétalas longas, com verrugas clavadas na extremidade e dentes marginais do labelo curtos, com evidentes espessamentos apicais clavados: C. aestiva, C. applanata, C. atroclavia, C. australis, C. brachyscapa, C. calcicola, C. callitrophila, C. crebra, C. cruciformis, C. drummondii, C. ensata, C. ensigera, C. fitzgeraldii, C. gladiolata, C. hastata, C. insularis, C. leptochila, C. leptoclavia, C. lodgeana, C. lorea, C. lowanensis, C. macrostylis, C. montana, C. pallida, C. paludosa, C. palludosa, C. procera, C. pumila, C. reticulata, C. rhomboidiformis, C. richardsiorum, C. rigida, C. robinsonii, C. saxatilis, C. stellata, C. subtilis, C. thysanochila, C. valida, C. williamsiae, C. winfieldii, C. xanthochila.
Alliance Rusty Spider (aranha enferrujada)É composta por cerca de vinte espécies, de labelo pendurado firmemente, sépalas e pétalas longas, com verrugas clavadas na extremidade; e dentes marginais do labelo longos e estreitos, com leves espessamentos apicais. As espécies desta alliance são todas endêmicas do sudoeste da Austrália: C. arenicola, C. brownii, C. busselliana, C. decora, C. discoidea, C.ferruginea, C. gardneri, C. georgei, C. graniticola, C.granitora, C. heberleana, C. hoffmanii, C. huegelii, C. interjacens, C.nivalis, C. pectinata, C. radiata, C. startiorum, C. thinicola,C. viridescens.
Alliance Arrect Spider (aranha ereta)É composta por três espécies, de labelo pendurado firmemente, sépalas e pétalas de extremidades largas e achatadas; e dentes marginais do labelo curtos com visíveis espessamentos apicais. As espécies desta alliance são todas endêmicas do oeste da Austrália: C. arrecta,C.longiclavata, C. magniclavata.
Alliance Claviger Spider (aranha clavigera)É composta apenas duas espécies de labelo pendurado firmemente sem dentes marginais; e sépalas e pétalas de extremidades longas: C. clavigera, C. ovata.
Alliance Dwarf Jester (anão Jester)É composta apenas quatro espécies de labelo pendurado firmemente sem dentes marginais, ou com dentes curtos; e sépalas e pétalas de extremidades truncadas ou curtamente acuminadas: C. bryceana, C. cardiochila, C. hirta, C. tessellata.
Alliance Green Comb (pente verde)É composta por cerca de vinte espécies de labelo verde com extremidade marrom, raramente pendurado firmemente, mas sim delicadamente, de modo que treme com o mais leve movimento, e com dentes laterais verdes e muito longos lembrando um pente, de onde o nome da alliance; flores verdes a amareladas com listas centrais longitudinais vermelhas: C. amnicola, C. attingens, C. aurulenta, C. clavula, C. corynephora, C. dilatata, C. falcata, C. graminifolia, C. infundibularis, C. interanea, C. lobata, C. longifimbriata, C. macroclavia, C. necrophylla, C. parva, C. phaeoclavia, C. rileyi, C. septuosa, C. stricta, C. tensa, C. tentaculata, C. verrucosa, C. villosissima.
Alliance Charming Spider (aranha charmosa)É composta por cinco espécies de labelo verde com extremidade marrom, pendurado delicadamente, de modo que treme com o mais leve movimento, e com dentes laterais verdes muito curtos; flores pequenas verdes a amareladas com listas centrais longitudinais vermelhas: C. actensis, C. amoena, C. concinna, C. conferta, C. toxochila.
Alliance Pointing Spider (aranha indicadora)É composta por duas espécies de labelo verde com extremidade marrom, pendurado delicadamente, de modo que treme com o mais leve movimento, e praticamente sem dentes laterais; flores grandes verdes a amareladas com listas centrais longitudinais vermelhas: C. extans, C. integra.
Novas espéciesAlém das citadas, há outras espécies que também fazem parte deste subgênero, todas publicadas após 2006, das quais não obtivemos a descrição assim não sabemos a qual alliance pertencem: C. ampla, C. ancylosa, C. armata, C. atrovespa, C. branwhitei, C. cadyi, C. clavescens, C. cremna, C. cretacea, C. douglasiorum, C. oreophila, C. orestes, C. osmera, C. peisleyi, C. strigosa,C. whiteheadii, C. zephyra.

### SubgêneroStegostyla

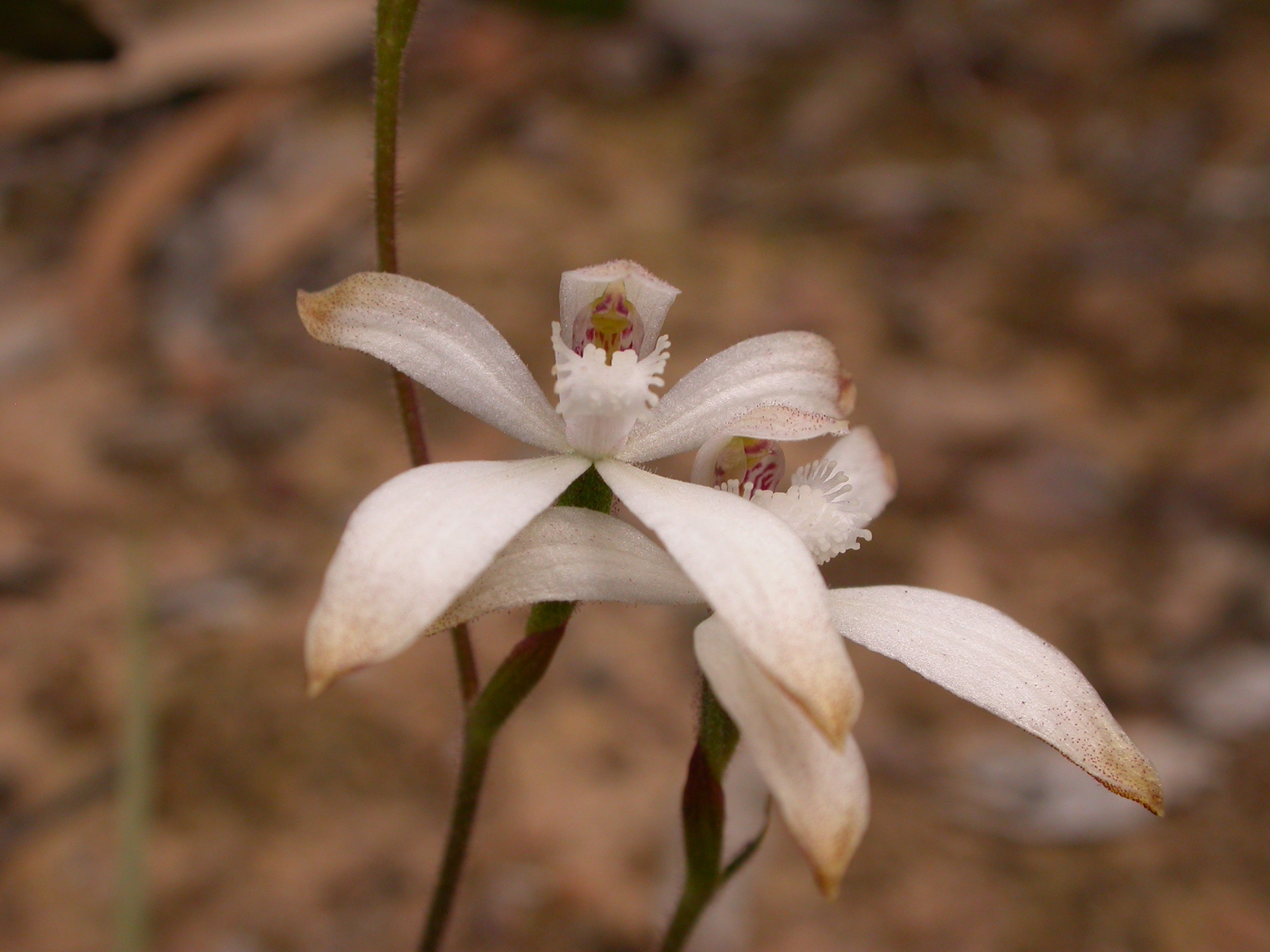
Caladenia ustulata, classificada no subgênero Stegostyla. A foto mostra bem a morfologia dos calos.

Este subgênero, com cerca de quinze espécies, muitas endêmicas da Austrália, mas também na Nova Zelândia, onde crescem isoladas ou em grupos esparsos, em charnecas, florestas de eucaliptos, e bosques, distingue-se dos outros grupos de Caladenia por sua sépala dorsal mais curta que as outras, fortemente côncava, e inclinada sobre a coluna, e pelos calos do labelo de suas flores, dispostos em duas ou quatro carreiras paralelas, bem separados, fortemente clavados, ou seja, com ápices grandes e globulares, amarelos ou púrpura, os basais menores que os distais. Flores, creme, brancas, amarelas ou rosadas, pubescentes, com labelo trilobulado de margens denteadas cujos dentes parecem com os calos. Normalmente suas sépalas laterais e pétalas são similares em forma, cor e tamanho. São maiormente polinizadas por abelhas pequenas, algumas espécies podem ser cleistogâmicas e suas flores não chegam a abrir. Pertencem a este subgênero: C. atradenia, C. atrata, C. clarkiae, C. congesta, C. cracens, C. cucullata, C. dimorpha, C. gracilis, C. iridescens, C. moschata, C. lyallii, C. testacea, C. transitoria, C. ustulata.

## Distribuição e habitat

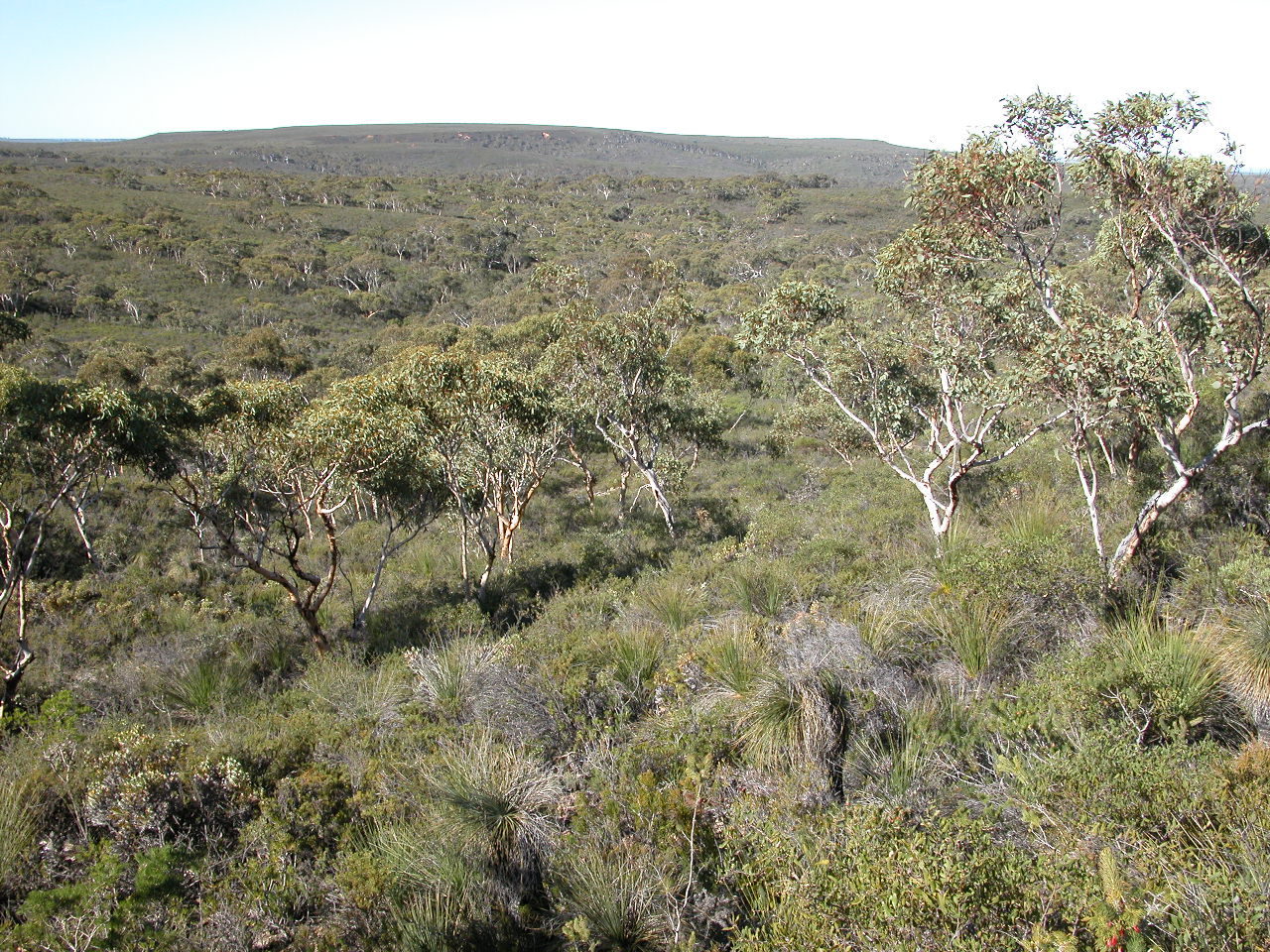
Variada vegetação arbustiva e com eucaliptos esparsos do Lesueur National Park, no oeste da Austrália, local de solo arenoso adequado às Caladenia. A competição com a vegetação rasteira desfavorece as Caladenia, assim sua floração é mais abundante depois de incêndios ocasionais que eliminam a competição.

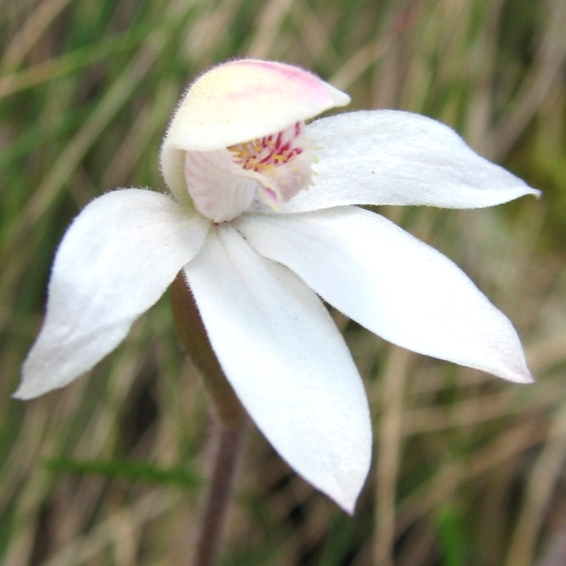
A Caladenia lyallii é a espécie australiana que ocorre em maiores altitudes. Pertence ao subgênero Stegostyla. Nesta foto podemos observar a conformação a sépala dorsal menor que as demais e curvada sobre a coluna, típica das flores deste subgênero, e também sua pubescência externa.

Conforme o conceito adotado na circunscrição do gênero por Hopper e Brown, o qual utilizamos neste artigo, Caladenia é o maior gênero de orquídeas da Austrália, com a grande maioria das espécies divididas entre as áreas costeiras sudeste e sudoeste desse país, algumas na região costeira nordeste, poucas na Tasmânia. O extremo sudoeste do oeste australiano é o local onde as espécies e híbridos naturais são mais numerosos e vistosos.
As montanhas altas da Indonésia, onde existem apenas em Bali e Timor, Java, Celebes e Lombok constituem o limite norte de distribuição de suas espécies. As Caladenia da Indonésia são as espécies que vivem em maioras altitudes, normalmente entre 1200 e 2400 metros. Há quatro espécies na Nova Zelândia, incluídas Ilha Auckland, Ilha Stewart e Ilha Chatham. Além dos locais citados algumas poucas espécies ocorrem na Nova Caledônia, Ilhas Antípodas, Celebes, Papua-Nova Guiné.
Normalmente ocorrem em baixas e médias altitudes, com exceção de poucas, como a Caladenia lyallii, também conhecida como C. alpina, que chega a 1650 metros de altitude, em florestas abertas, campinas, em meio à vegetação arbustiva ou costeira, ou nas frestas de afloramentos de granito. Normalmente preferem solo bem drenado mas algumas suportam áreas mais alagadas. Frequentemente formam grandes colônias na medida em que surgem novos tubérculos. Todas as espécies ocorrem em locais de clima marcadamente sazonal, alternando períodos de crescimento, quando enfrentam grande umidade e temperaturas amenas, e de dormência, quando em face a calor extremo, secas, e mesmo incêndios ocasionais. A época mais comum de floração das espécies é a primavera. Em todas as espécies, exceto na Caladenia drummondii, a floração só ocorre depois de a folha estar completamente desenvolvida.